# Воропаев, Григорий Яковлевич
Григорий Яковлевич Воропаев (1913—1943) — участник Великой Отечественной войны, командир отделения 1140-го стрелкового полка 340-й стрелковой дивизии 38-й армии Воронежского фронта, сержант. Герой Советского Союза.

## Биография
Родился в 1913 году во Владивостоке в семье рабочего. Русский. Здесь же получил неполное среднее образование. Затем работал, вступил в ряды ВКП(б)/КПСС.
В Красной Армии с сентября 1943 года, в этом же году — в действующей армии.
Командир отделения 1140-го стрелкового полка сержант Григорий Воропаев вместе с отделением 30 сентября 1943 года севернее Киева первым переправился через Днепр. 1 октября отразил ряд ожесточённых контратак, удержав важный плацдарм для переправы подразделений полка.
Погиб в бою 5 октября 1943 года в районе высоты 120,8 на правом берегу реки Ирпень в 2 километрах восточнее села Демидов. Первоначально был похоронен в селе Борки. При наполнении Киевского водохранилища перезахоронен в селе Демидов.
Указом Президиума Верховного Совета СССР «О присвоении звания Героя Советского Союза генералам, офицерскому, сержантскому и рядовому составу Красной Армии» от 10 января 1944 года за «образцовое выполнение боевых заданий командования на фронте борьбы с немецко-фашистскими захватчиками и проявленные при этом отвагу и геройство» удостоен посмертно звания Героя Советского Союза.

## Награды
- Звание Героя Советского Союза присвоено 10 января 1944 года посмертно.
- Награждён орденом Ленина.

## Память
- 25 февраля 1975 года, в целях увековечения памяти Героев Советского Союза, погибших при защите Родины в годы Великой Отечественной войны, решением исполнительного комитета Владивостокского городского Совета депутатов трудящихся улица 1-я Парковая Ленинского района была переименована в улицу Воропаева[3].